# Alfie Evans
Alfie Evans (Toxteth, Liverpool, 9 de mayo de 2016 - Londres, 28 de abril de 2018), fue un niño británico que padeció con un trastorno neurodegenerativo no diagnosticado.
El equipo médico y los padres del niño no estuvieron de acuerdo sobre si mantener el soporte vital del niño o retirarlo, lo que resultó en una batalla legal. Alder Hey Children's NHS Foundation Trust buscó una declaración de que el soporte ventilatorio continuo era "desagradable e inhumano", y no en el mejor interés de Evans. Los padres de Alfie, Kate James y Thomas Evans, se resistieron a la solicitud. El soporte ventilatorio se retiró el 23 de abril de 2018 después de una serie de apelaciones infructuosas de la familia de Alfie. El pequeño murió cinco días después.

## Primeros años

### Enfermedad
En noviembre de 2016, a los seis meses de edad, se revisó a Alfie Evans en la clínica pediátrica general para pacientes ambulatorios del Alder Hey Children's Hospital. Se encontró que estaba desarrollado en un rango apropiado para un bebé de 6 semanas a 2 meses. El 14 de diciembre de 2016, Alfie ingresó en el Departamento de Accidentes y Emergencia de Alder Hey con antecedentes de tos, alta temperatura y un episodio reportado de sacudidas rítmicas de su mandíbula y las cuatro extremidades. El 15 de diciembre, mostró movimientos repentinos no provocados compatibles con espasmos infantiles / epilépticos. Un electroencefalografía realizado el 16 de diciembre de 2016 confirmó hipsarritmia. Se tomó otro EEG en enero de 2017 y "fue marcadamente diferente, mostrando atenuación con poca respuesta reactiva durante períodos prolongados de tiempo. Los cambios solo ocurrieron realmente cuando Alfie tuvo un ataque epiléptico".
Los padres de Alfie querían retirarlo de Alder Hey y buscar más cuidados en el Hospital Bambino Gesù en Roma. En septiembre de 2017, médicos italianos del Hospital Bambino Gesù presentaron un informe de evaluación sobre la posibilidad de transferir Alfie a Italia. Según su informe sobre el caso, podrían ofrecer soporte ventilatorio prolongado, con una traqueotomía quirúrgica y eliminarían una sonda nasogástrica, reemplazándola por una gastrostomía. Durante la evaluación, Alfie sufrió "convulsiones epilépticas inducidas por estímulos propioceptivos", advirtió el informe "debido a estimulaciones relacionadas con el transporte y el vuelo, esas convulsiones podrían inducir un mayor daño cerebral, todo el procedimiento de transporte en riesgo". Alfie permaneció en Alder Hey Hospital durante el 2017, sin mejoría en su condición. Al final del año, el hospital solicitó la suspensión del soporte vital.

## Procedimientos legales
El 19 de diciembre de 2017, Alder Hey solicitó al Tribunal Supremo que retirara los derechos de los padres de Alfie a sus padres y que retirara la ventilación. El caso se escuchó en una audiencia pública en la División de Familia del Tribunal Superior de Londres. Alder Hey afirmó que continuar con el tratamiento de soporte vital no sería lo mejor para Alfie y solicitó la declaración de que "no es legal que tal tratamiento continúe". Los abogados que actúan en nombre del hospital alegaron además que un tratamiento posterior para Alfie sería "cruel e inhumano". Un médico que trataba a Alfie declaró además que "no había esperanza" para el niño y que se encontraba en un estado semi-vegetativo debido a una afección neurológica degenerativa que los médicos no pudieron identificar de manera definitiva. Los padres negaron esto, y el padre de Alfie afirmó que su hijo "lo mira a los ojos" y "quiere ayuda".
El Tribunal Superior dictaminó a favor del hospital el 20 de febrero de 2018. A su juicio, el Tribunal Supremo declaró que una resonancia magnética tomada en febrero de 2018 reveló que "el cerebro de Alfie estaba completamente más allá de la recuperación" y que "el cerebro estaba ahora solo es capaz de generar convulsiones "con" la destrucción progresiva de la sustancia blanca del cerebro que el Dr. R interpretó que ahora parece ser casi idéntica al agua y al líquido cefalorraquídeo (LCR) ". El Tribunal observó que el consenso médico, incluidos los médicos a los que los padres pidieron que testificaran, era que Alfie tenía una afección fatal e intratable, pero difería sobre el mejor curso de acción con respecto a su cuidado al final de la vida. El juez del Tribunal Superior, el juez Anthony Hayden, concluyó que "estoy satisfecho de que el apoyo ventilatorio continuo ya no beneficia más a Alfie".
El 23 de abril, se informó que se había retirado el soporte vital de Alfie. Alfie continuó respirando después de quitarse el tubo de respiración, aunque solo después de que sus padres le proporcionaron la respiración boca a boca. Según los informes de los medios, el padre de Alfie declaró a la mañana siguiente que Alfie había estado respirando sin ayuda desde poco después de que se retirara el soporte vital, aunque solo después de que sus padres le dieron reanimación boca a boca, pidiendo que se deba restablecer el soporte vital. La tarde del mismo día, el juez Hayden del Tribunal Superior rechazó la apelación de los padres por el permiso para llevar a su hijo a un hospital en Italia. El juez concluyó que anteriormente había venido, "el consenso de todos los médicos de todos los países que alguna vez evaluaron la afección de Alfie, hasta la conclusión inevitable de que el cerebro de Alfie había sido corroído por su trastorno cerebral neurodegenerativo que simplemente no había perspectivas de recuperación. Cuando solicité la exploración de MRI actualizada en febrero, la intensidad de la señal era tan brillante que reveló un cerebro que había sido prácticamente aniquilado. Según el eco de Liverpool, el padre de Alfie dijo a los periodistas esa noche que el tribunal había dicho que podía dejar de lado tres jueces esa noche para escuchar su caso nuevamente. El 25 de abril, el recurso fue rechazado.
El padre de Alfie Evans intentó presentar una acusación privada alegando asesinato contra varios miembros del personal en Alder Hey. Una declaración había sido preparada por Pavel Stroilov del Christian Legal Center, pero fue rechazada por un juez de distrito. El 26 de abril, el Sr. Evans emitió un comunicado agradeciendo a los seguidores y al personal del Alder Hey Hospital. Dijo que la familia deseaba "formar una relación, construir un puente y cruzarlo" con el hospital donde su hijo fue tratado y trabajar con el equipo tratante en un "plan que brinda a nuestro niño la dignidad y la comodidad que necesita".

## Muerte y funeral
Alfie murió a las 2:30 a. m. del 28 de abril del 2018. Su padre, Tom Evans, publicó una declaración en Facebook anunciando su muerte: 

Mi gladiador dejó su escudo y ganó sus alas... absolutamente desconsolado.

Su funeral se realizó el 18 de mayo. El pequeño ataúd blanco lucía imágenes de soldados de juguete y el logo del club Everton, mientras que los dos coches fúnebres portaban coronas de flores que deletreaban las palabras "Guerrero", "Nuestro héroe", "Hijo", "Sobrino", "Nieto" y "Azul". El público colocó flores, mensajes y globos al pie de la estatua de Dixie Dean afuera del estadio Goodison Park. Una de las tarjetas decía: 

Alfie. Duerme bien, pequeño. Vuela alto con los ángeles.

Se encuentra enterrado en el Cementerio de Allenton en Liverpool.